# Internationale Gemeinden Christi
Die Internationalen Gemeinden Christi sind ein aus den Gemeinden Christi entstandener Gemeindeverband in der Tradition des Restoration Movement.

## Synonyme und andere Sprachen
Die englische Bezeichnung ist International Churches of Christ, ältere Namen sind Boston Church of Christ und Boston Movement. Offizielle Abkürzungen sind ICC und ICOC.
Neben den Internationalen Gemeinden Christi gibt es auch die kongregationalistischen Gemeinden Christi. Verwechslungen sind leicht möglich, da beide das Namensmuster Gemeinde Christi + Ort verwenden. So gibt es beispielsweise in Zürich eine 1958 gegründete kongregationalistische Gemeinde Christi Zürich und eine 1993 gegründete Gemeinde Christi Zürich, die zu den Internationalen Gemeinden Christi gehört.

## Verbreitung
Die Internationalen Gemeinden Christi hatten auf ihrem Höhepunkt 2002 über 400 Gemeinden in mehr als 150 Ländern. Weltweit zählten sie nach eigenen Angaben etwa 135.000 Mitglieder. Seither ist die Mitgliederzahl jedoch weltweit stark zurückgegangen; nach Angaben von ICOC waren es Ende 2003 noch 120.000 Mitglieder, 2004 noch 104.000 Mitglieder.
Gemeinden im deutschen Sprachraum sind (in Klammern Mitgliederzahlen nach eigenen Angaben) Berlin (120), Zürich (140 Gottesdienstbesucher), Düsseldorf, München. Hinzu kommen weitere Versammlungsorte.

## Lehre
Die Lehre stimmt in Bezug auf die Herstellung einer persönlichen Beziehung zu Gott teilweise mit der der Gemeinden Christi überein, von denen die ICC abstammt, und hat damit vieles mit dem konservativen amerikanischen Protestantismus gemeinsam.
Während die ICC grundsätzlich trinitarisch ist, wird in der Praxis die Betonung auf Jesus als unbedingt nachzuahmendes Vorbild gelegt.
Spezifische Lehren der ICC:
- Eine Person muss „als Jünger“ getauft werden, um erlöst (in der Terminologie der ICC gerettet) zu sein, d. h. die Taufe ist nur gültig, wenn die Person die Nachfolge Christi angetreten hat und ihre Sünden bereut.
- Erlösung ist in der Lehre der ICC kein dauerhaft erworbener Status, sondern kann durch dauerhafte Abwendung von Gott verloren gehen.

## Gottesdienst und Praxis
Die Gestaltung des Gottesdienstes lehnt sich an die der Gemeinden Christi an. Der Gottesdienst dauert etwa 90 Minuten und ist auch für Nichtmitglieder offen.
Auffallend im Vergleich zu anderen europäischen Freikirchen sind die häufigen Zwischenrufe wie „Ja, stimmt!“ oder „Amen!“
Neben dem Gottesdienst am Sonntag wird dazu ermutigt, dass sich jedes Mitglied jeden Morgen Zeit für persönliches Gebet und Bibelstudium nimmt. Dazu gibt es eine wöchentliche Abendandacht sowie Treffen in kleineren Gruppen (Familiengruppen/Bibelkreise).
Zum wöchentlichen Bibelkreis und weiteren sozialen Veranstaltungen kann das Mitglied Besucher mitbringen. Früher wurde erwartet, dass jedes Mitglied aktiv zur Verbreitung des Christentums beitrug und Besucher zu den Bibelkreisen einlud.
Neben der wörtlichen Auslegung der Bibel als Lebensgrundlage entwickelten sich diverse Regeln für das persönliche Verhalten, insbesondere gegenüber dem anderen Geschlecht. Beispielsweise gilt in der ICC schon jeder begehrliche Blick auf eine Frau als „Lüsternheit“ und damit als Sünde. Begründet wird dies u. a. mit Matthäus 5,28 und Hiob 31,1.
ICC-Mitglieder werden ermutigt zu heiraten – allerdings nur „in Christus“ (d. h. ein anderes Gemeindemitglied). Auch in der ICC gehen mittlerweile Ehen auseinander.
Jedes Mitglied hatte einen Mentor, mit dem täglich Kontakt bestand. Dem Mentor mussten alle Sünden bekannt werden. Ebenso waren alle Probleme mit dem Mentor zu besprechen.
Das Bibelstudium bestand meistens aus dem Studium der „First Principles“, einer von Kip McKean entwickelten Bibelstudienserie. Dieser musste ein potenzielles Mitglied vollständig zustimmen, um getauft werden zu können. Absoluter Gehorsam wurde verlangt.

## Organisation
Die ICC war hierarchisch organisiert. An der Spitze standen der Gründer Kip McKean, der den Titel World Missions Evangelist führte, und seine Frau Elena Garcia-McKean, die Leiterin des Frauendienstes war.
Unterhalb der McKeans gab es acht Sektoren, an deren Spitze ein World Sector Leader stand und die dann in Regionen und Länder unterteilt waren. Diese hierarchische Struktur gibt es seit 2003 nicht mehr.
Finanziert wird die ICC durch die Mitglieder. Bis 2003 wurde jedem Mitglied empfohlen, mindestens 10 % seiner Bruttoeinkünfte zu spenden, bei Unverheirateten war es in der Regel mehr. Dazu kamen noch ein- oder zweimal jährlich Sondergaben, die mindestens das Zehnfache einer normalen wöchentlichen Spende betragen sollten.

## Geschichte
1979 übernahm Kip McKean die Church of Christ in Lexington (Boston) und führte dort die Jüngerschaftsvorstellungen der Crossroads-Bewegung ein. Durch ein starkes Wachstum ermutigt, gründete er an anderen Orten Tochtergemeinden, womit er den Grundsatz der Gemeindeautonomie verließ, der für die Gemeinden Christi charakteristisch und bindend ist.
1992 wurde der Sitz von Boston nach Los Angeles verlegt, wo Kip McKean lebte. Die ICOC war eine der am schnellsten wachsenden christlichen Kirchen.
Im deutschsprachigen Raum wurden 1988 in München, 1991 in Berlin und 1993 in Zürich Tochterkirchen gegründet.
Ab 1999 ging das Wachstum jedoch zurück. RightCyberUp, eine ICOC-kritische Gruppe, analysierte von der Organisation publizierte Statistiken und stellte fest, dass im Durchschnitt auf fünf neu getaufte Mitglieder 4,1 Mitglieder die Kirche verließen.
2001 trat Kip McKeans älteste Tochter Olivia, die in Harvard studierte, aus der Kirche aus. Da Kip McKean verkündigt hatte, dass Kirchenleiter zurücktreten müssen, wenn ihre Kinder die Kirche verlassen, war er selbst gezwungen zurückzutreten. Er trat zunächst ein Sabbatical an und trat 2002 offiziell als Leiter zurück.
Daraufhin wurde er Leiter der Portland ICOC, gründete eine neue Bewegung (die International Christian Church) und zog zu einer Neugründung einer weiteren Gemeinde wieder nach Los Angeles.
Ausgelöst durch Kip McKeans Rücktritt und einen offenen Brief Henry Krietes (Evangelist der Londoner Ortsgemeinde) kam es zu organisatorischen Veränderungen und Umbrüchen in der Organisation der Kirche.
Nach einem Bericht des Berliner Dialogs gibt es in der International Church of Christ gegenwärtig drei Flügel, über deren Zahlen sich nichts aussagen lässt:
- eine Reformgruppe, die auf die Lehre vor 1979 zurückgehen will. Einige Gemeinden darunter sind im Gespräch mit den Gemeinden Christi wegen eines möglichen Anschlusses;
- eine mittlere Gruppe, die im offiziellen Management der ICOC nach McKeans Rücktritt einige Reformen durchgeführt hat. Zu dieser Gruppe gehören gemäß Berliner Dialog die Münchner und Berliner Kirche;
- eine Gruppe, die zur ICOC von 2000 zurück will, darunter viele, die Kip McKean in der Leitung zurückhaben wollten.

## Ökumene
Die ICC sieht sich als einzige christliche Kirche und ist bei keiner ökumenischen oder überkirchlichen Organisation Mitglied. Alle übrigen Konfessionen gelten für die ICC nicht als christliche Kirchen.
Taufen anderer Kirchen werden nicht anerkannt.
Die Evangelisch-lutherische Kirche in Deutschland erkennt die Taufe der ICOC nicht an, da diese nur auf den Namen Jesu geschehe. Tatsächlich wird in der ICOC jedoch „trinitarisch“, d. h. auf den Namen des Vaters, des Sohnes und des Heiligen Geistes getauft. ICOC-Mitglieder dürfen in Kirchen der VELKD nicht Pate sein; eine gastweise Zulassung zum Abendmahl ist nicht möglich. Eine fortgesetzte Teilnahme an Gottesdiensten und Abendmahlsfeier der ICOC ist mit der Mitgliedschaft in der evangelisch-lutherischen Kirche unvereinbar. Auch kirchliche Räume dürfen der ICOC nicht überlassen werden.

## Aktuelle Situation in Deutschland
Die Gemeinden in Deutschland haben vielfältig Reformen bezüglich Lehre und Praxis umgesetzt und sehen sich auch weiter als „Lernende“. Vom alleinseligmachenden Anspruch der „alten“ ICOC wurde deutlich Abstand genommen. Die Gemeinden sind eigenständig, sie fühlen sich aber miteinander brüderlich verbunden. Es wird ein Austausch mit anderen Gemeinden und Organisationen gepflegt.